# Viracocha Inca
Viracocha Inca, pravim imenom Hatun Tupac Inca († o. 1438.), osmi vladar (Sapa Inka) Carstva Inka i treći iz dinastije Cuzcohanan. Roditelji su mu bili Yáhuar Huácac i Mama Runtucaya. Sa ženom Mamom Runto imao je četvoricu sinova (Inca Rocca, Tupac Yupanqui, Pachacuti i Capac Yupanqui). S drugom ženom, Curi-chulpom, imao je dvojicu sinova, Inca Urcu i Inca Socsu.
Prema legendi, Viracochi Inci se pripisuje spašavanje carstva u ime bradatog boga Viracoche. Njegov otac ga je prognao u udaljenu provinciju kao kaznu za neprimjereno ponašanje. Tamo je kao kaznu vodio ovce na ispašu. Kada se pokajao zbog svojeg ponašanja, ukazao mu se bog Viracocha koji ga je upozorio na predstojeću invaziju divljeg naroda Chanca u Cuzco. Zahvaljujući pravovremenoj obavijesti, mladi se princ uspio na vrijeme pripremiti i upozoriti podanike te je u bitci potukao narod Chanca i trijumfalno se vratio u prijestolnicu gdje je uskoro postao novi Sapa Inka. Zasjevši na prijestolje, promijenio je ime u čast bogu Viracohi i posvetio mu jedan hram.
Godine 1438. narod Chanca je pokrenuo ofenzivu na Cuzco. Viracocha Inka se povukao s dvojicom nezakonitih sinova, Inca Urcom i Inca Socsom u Yuchuy Cuzco, dok je Capac Yupanqui ostao s bratom Inca Roccom i šestoricom poglavica braniti glavni grad. Nakon što su obranili grad, Viracocha je predstavio nelegitimnog sina Inca Urca kao svog nasljednika, zbog čega ga je nešto kasnije ubio polubrat Inca Rocca, a Viracocha je na to umro od tuge.
| prethodnik Yáhuar Huácac | Kralj Inka carstva o. 1408. - o. 1438. | nasljednik Pachacútec Yupanqui |